# ويلفريد مارتنز
ويلفريد مارتنز هو محامي وسياسي بلجيكي، ولد في 19 أبريل 1936 في Sleidinge ‏ في بلجيكا، وتوفي في 9 أكتوبر 2013 في Lokeren ‏ في بلجيكا بسبب سرطان البنكرياس. نشط حزبياً في الحزب الديمقراطي المسيحي الفلمنكي. في انتخابات البرلمان الأوروبي 1994، انتخب عضو في البرلمان الأوروبي عن دائرة المجمع الانتخابي الناطق بالهولندية ‏ لترشحه ضمن قائمة الحزب الديمقراطي المسيحي الفلمنكي، وقد انضم خلال فترته النيابية (19 يوليو 1994 – 19 يوليو 1999) للكتلة البرلمانية كتلة حزب الشعب الأوروبي وانتخب رئيس وزراء بلجيكا (17 ديسمبر 1981 – 7 مارس 1992) وانتخب رئيس وزراء بلجيكا (3 أبريل 1979 – 31 مارس 1981).

## وصلات خارجية
- ويلفريد مارتنز على موقع مونزينجر (الألمانية)
- ويلفريد مارتنز على موقع ميوزك برينز (الإنجليزية)
- ويلفريد مارتنز على موقع إن إن دي بي (الإنجليزية)
- ويلفريد مارتنز على موقع ديسكوغز (الإنجليزية)